# Ängbybadet

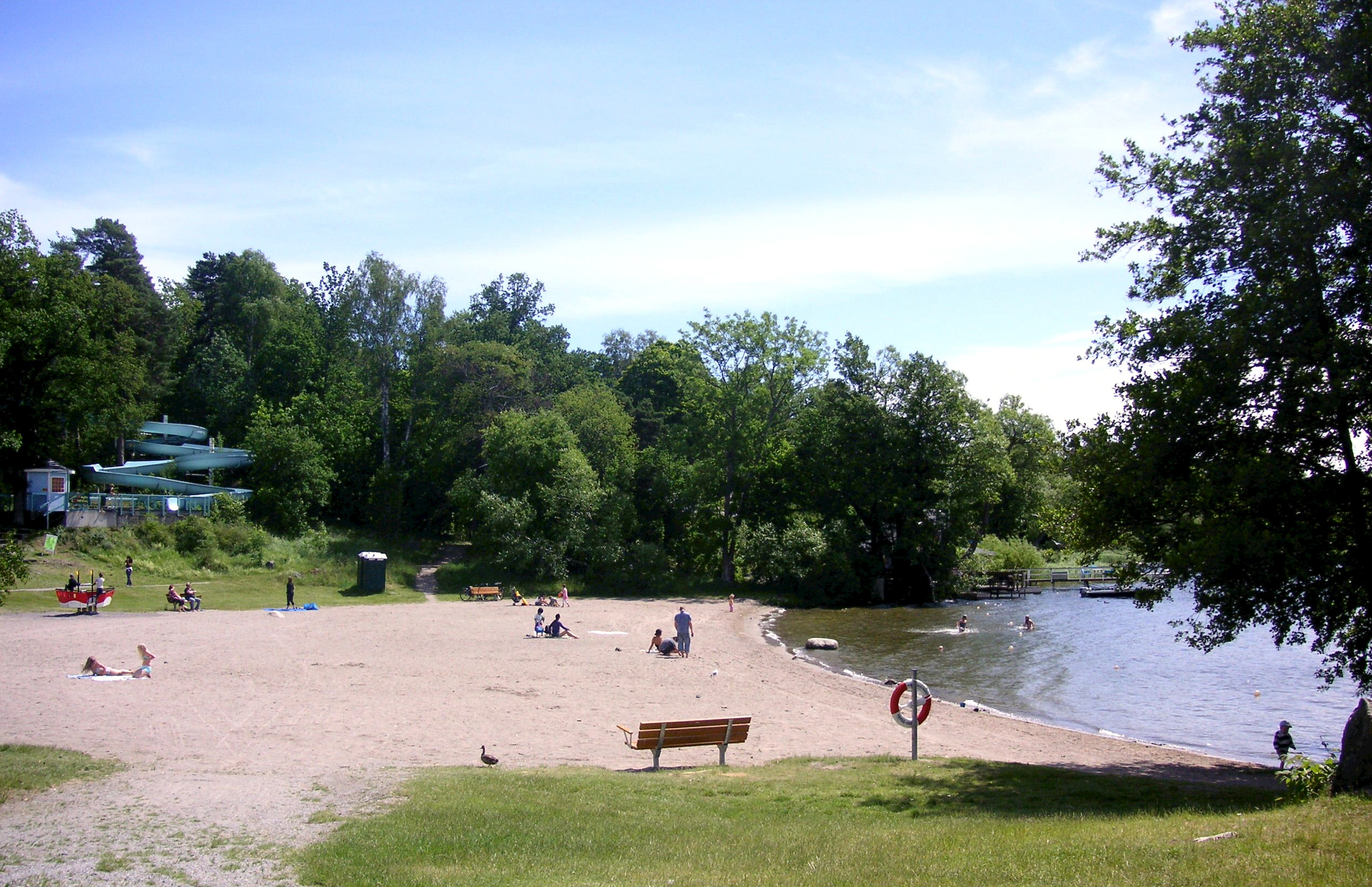
Ängbybadets östra del, juni 2008.

Ängbybadet uttal (fil) är en offentlig badplats med sandstrand vid Mälaren på gränsen mellan Nockebyhov och Södra Ängby (Bromma, Stockholm). 

## Historia
Badet anlades på ett strandområde som tidigare hörde till Gubbkärrets gård. År 1938 upprättades en första stadsplan för området som avsattes för idrotts- och fritidsändamål. Att Ängbybadet förverkligades berodde mycket på Stora Ängby Trädgårdsstadsförening och Bromma Byggmästareförening. Båda förmådde Stockholms stad att släppa till medel så att badanläggningen med omklädnadshytter, bryggor, hopptorn och anlagda sandstränder kunde byggas. Vid midsommartid 1936 invigdes den västra delen av badet. Det var ett viktigt försäljningsargument när det gällde att få familjer att flytta till Södra Ängby. Senare tillkom badets östra del som även kallas barnbadet. Badets vatten klassas som EU-bad och hade 2018 tre stjärnor motsvarande högsta badvattenkvalitet "utmärkt".

Historiska bilder
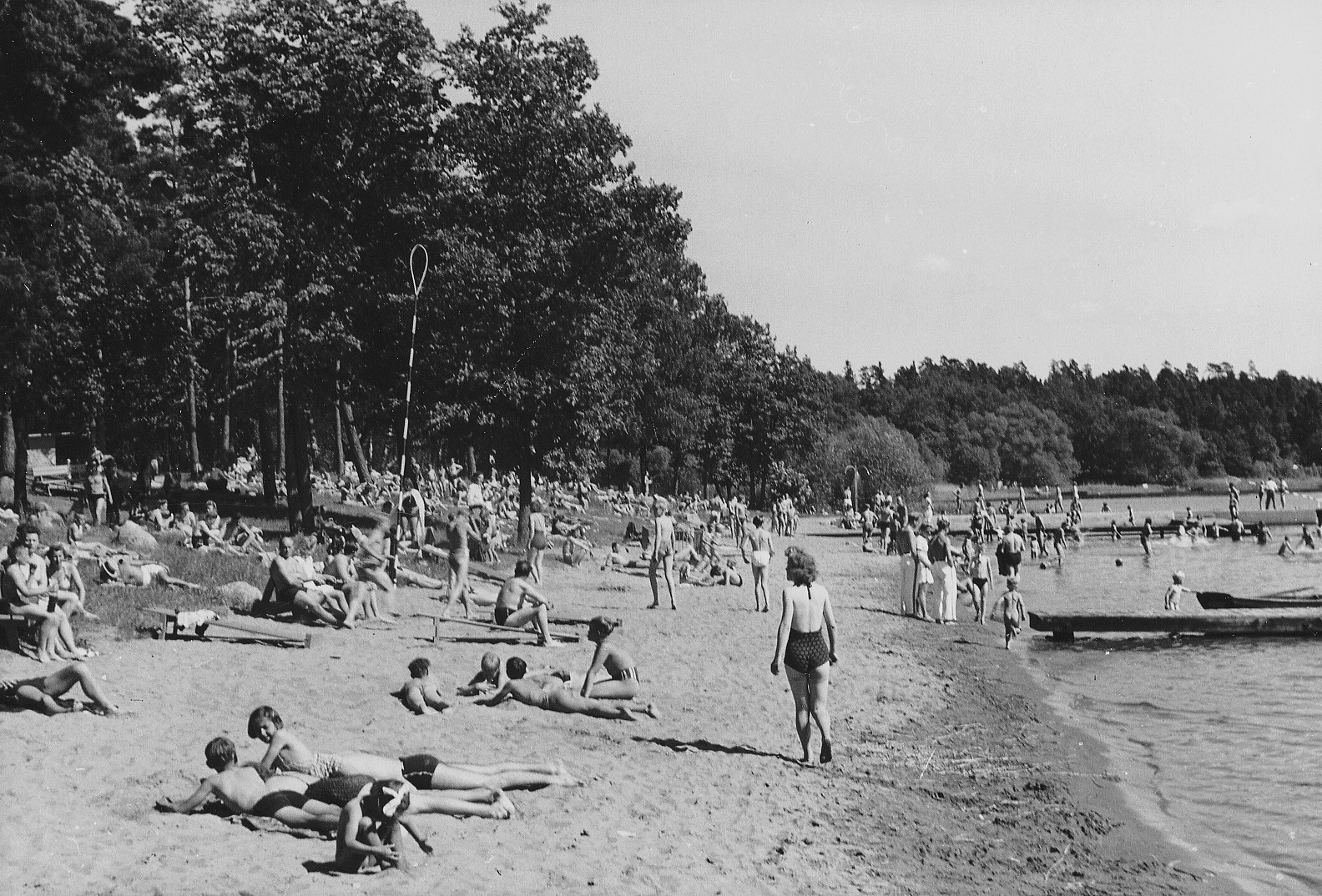
Juni 1946
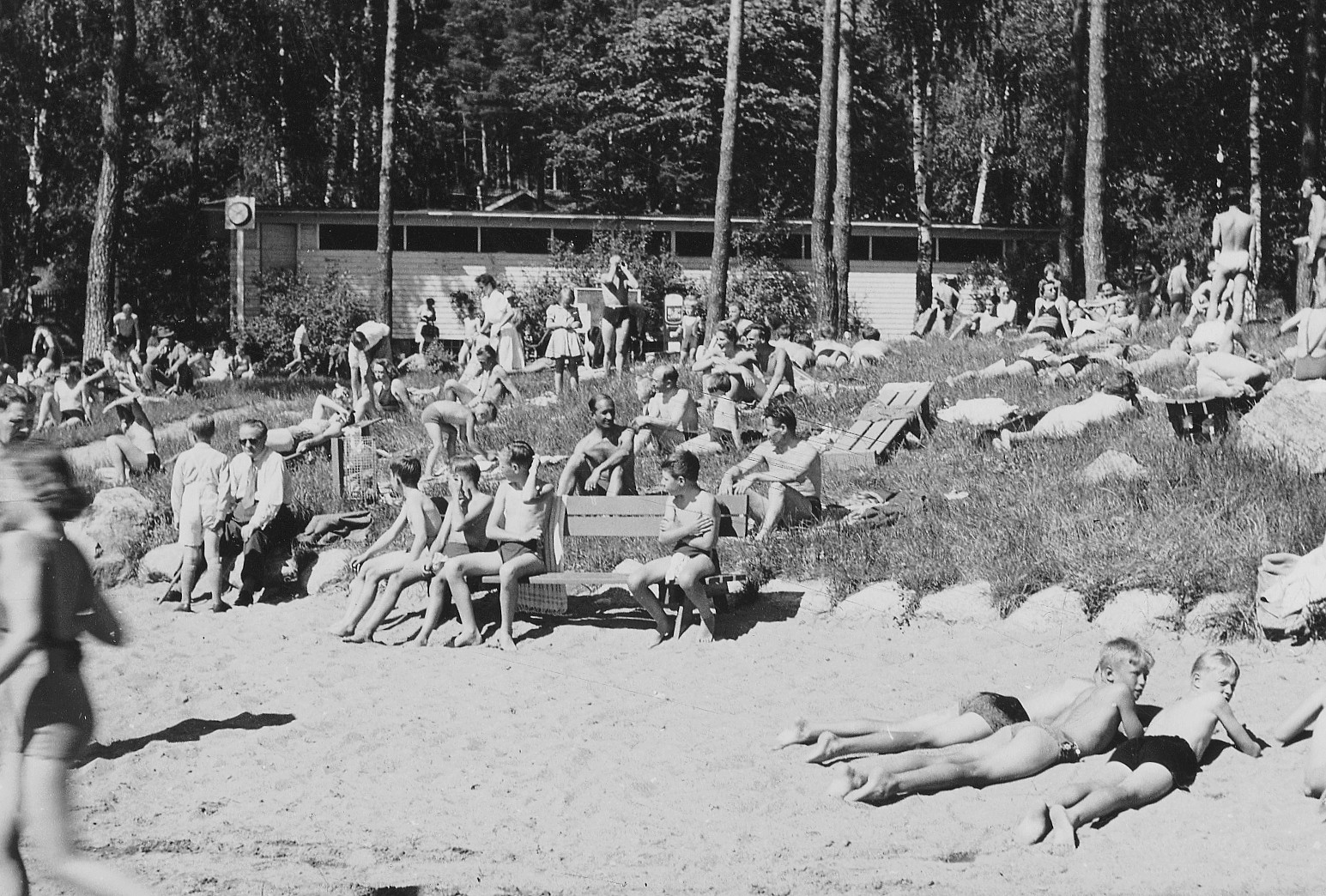
Juni 1946
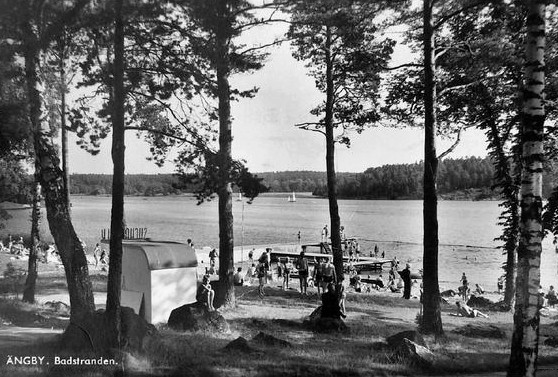
Äldre vykort
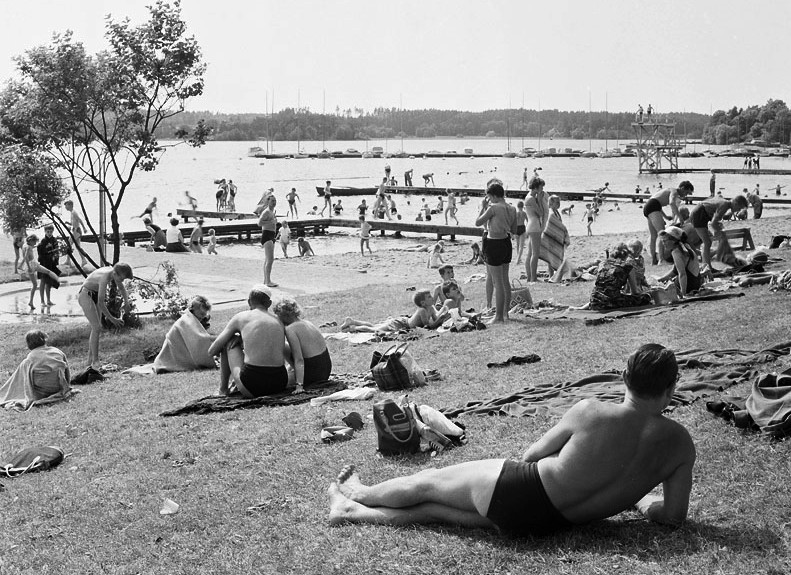
Juli 1955

## Ängbybadet
Ängbybadet ligger cirka 800 meter från Ängbyplans tunnelbanestation och ligger nära Judarskogen. Intill badet finns en vattenrutschbana. Badet består av en västlig och en ostlig del, tidigare kallade "gamla" respektive "nya badet". Västbadet har tre bryggor samt en handikapptoalett, badet är även tillgänglighetsanpassat. Hopptornet existerar inte längre. Det finns omklädningsmöjlighet på plats och badet är anpassat till barnfamiljer. Parkering ligger intill campingområdet. Till badet hör en serveringen "Luckan", som har öppet under sommarsäsongen. 

## Ängby Camping
I anslutning till badet ligger Ängby Camping som anlades redan på 1940-talet. Campingplatsen är öppet året om och erbjuder utöver ett tältområde även övernattningsstugor och uppställningsplatser för husvagnar och husbilar. I receptionen finns kiosk, café och livs. Bland övriga attraktioner märks en vattenrutschbana och en bangolfanläggning.

Nutida bilder
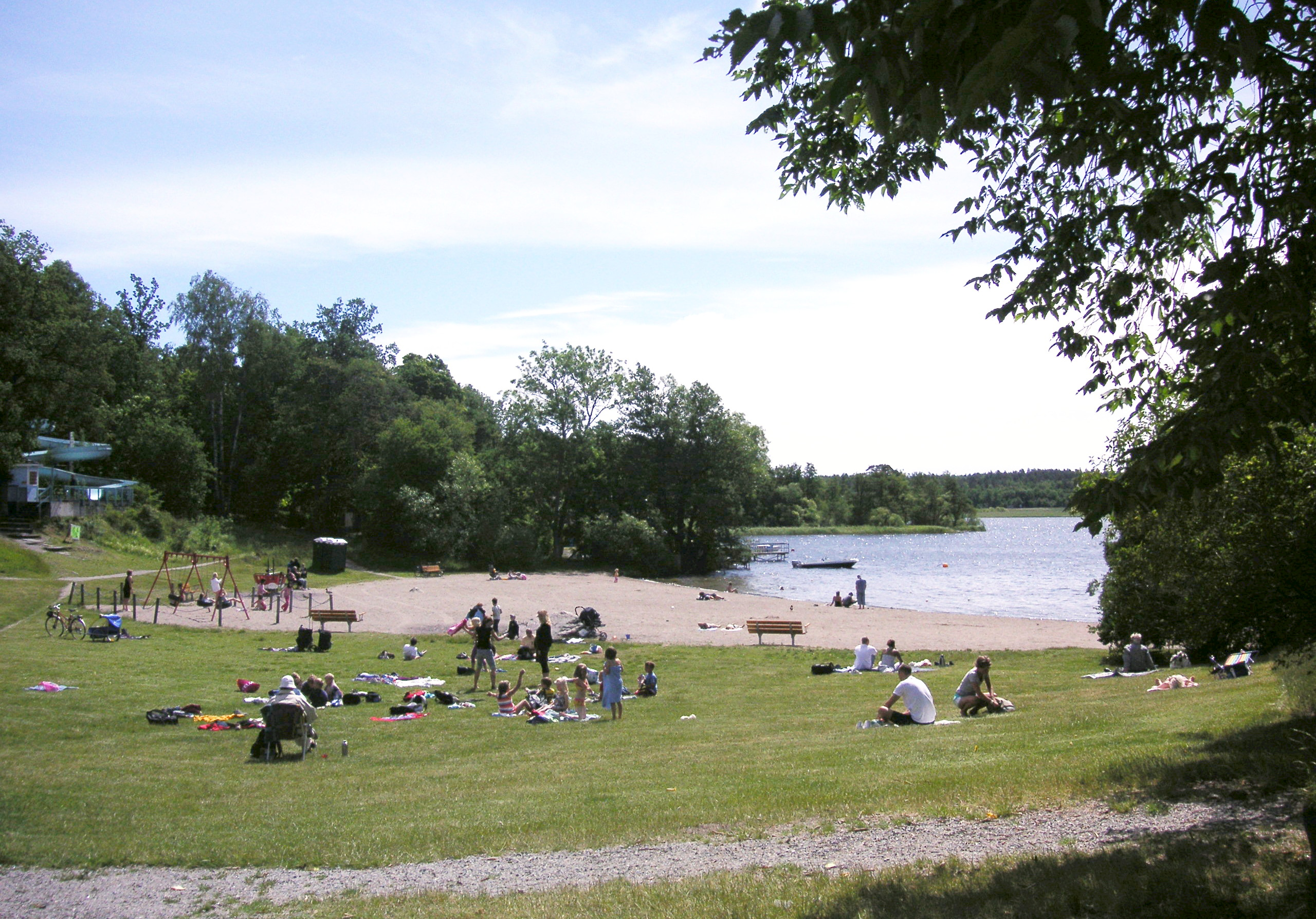
Juni 2008
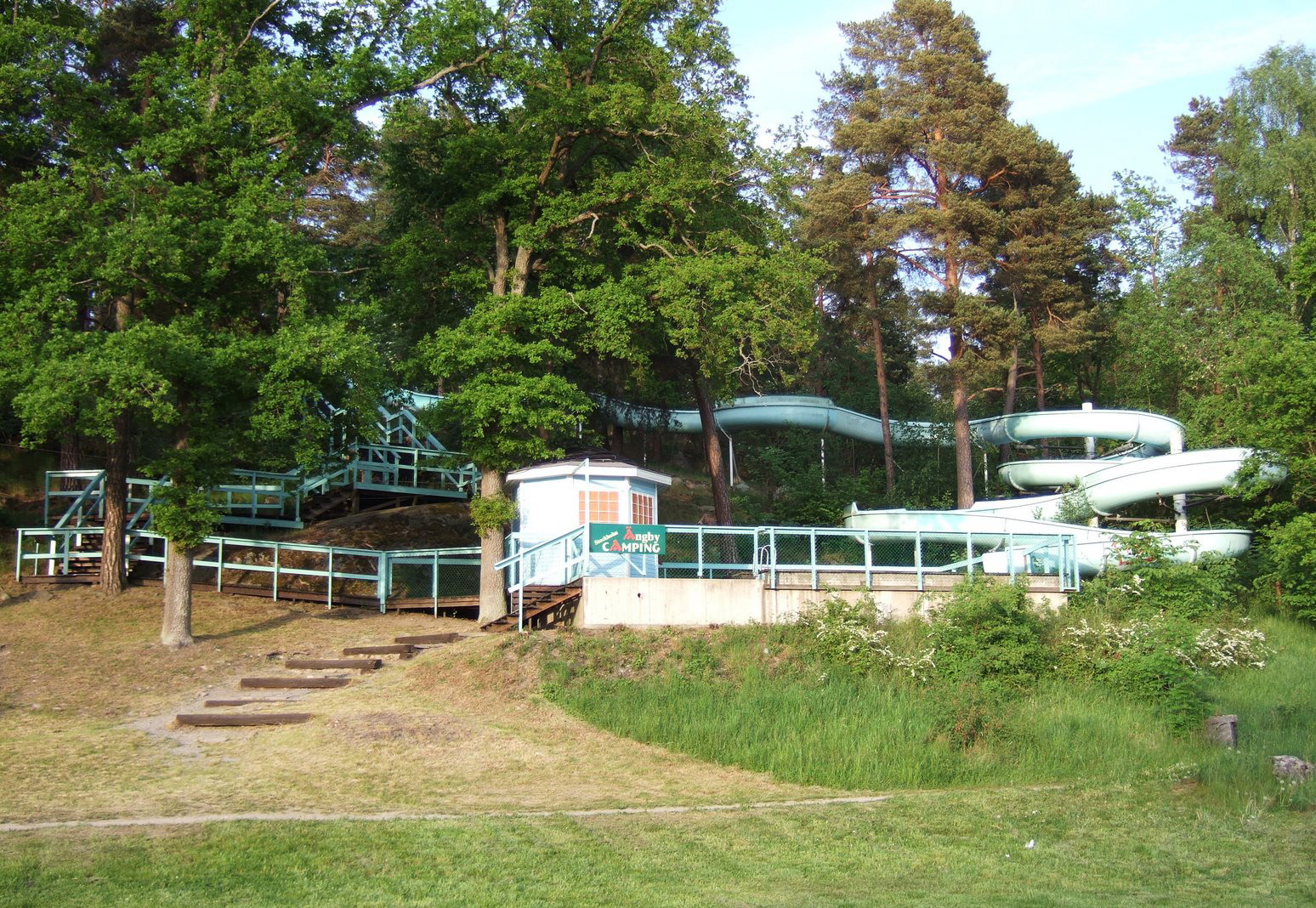
Vattenrutschbanan
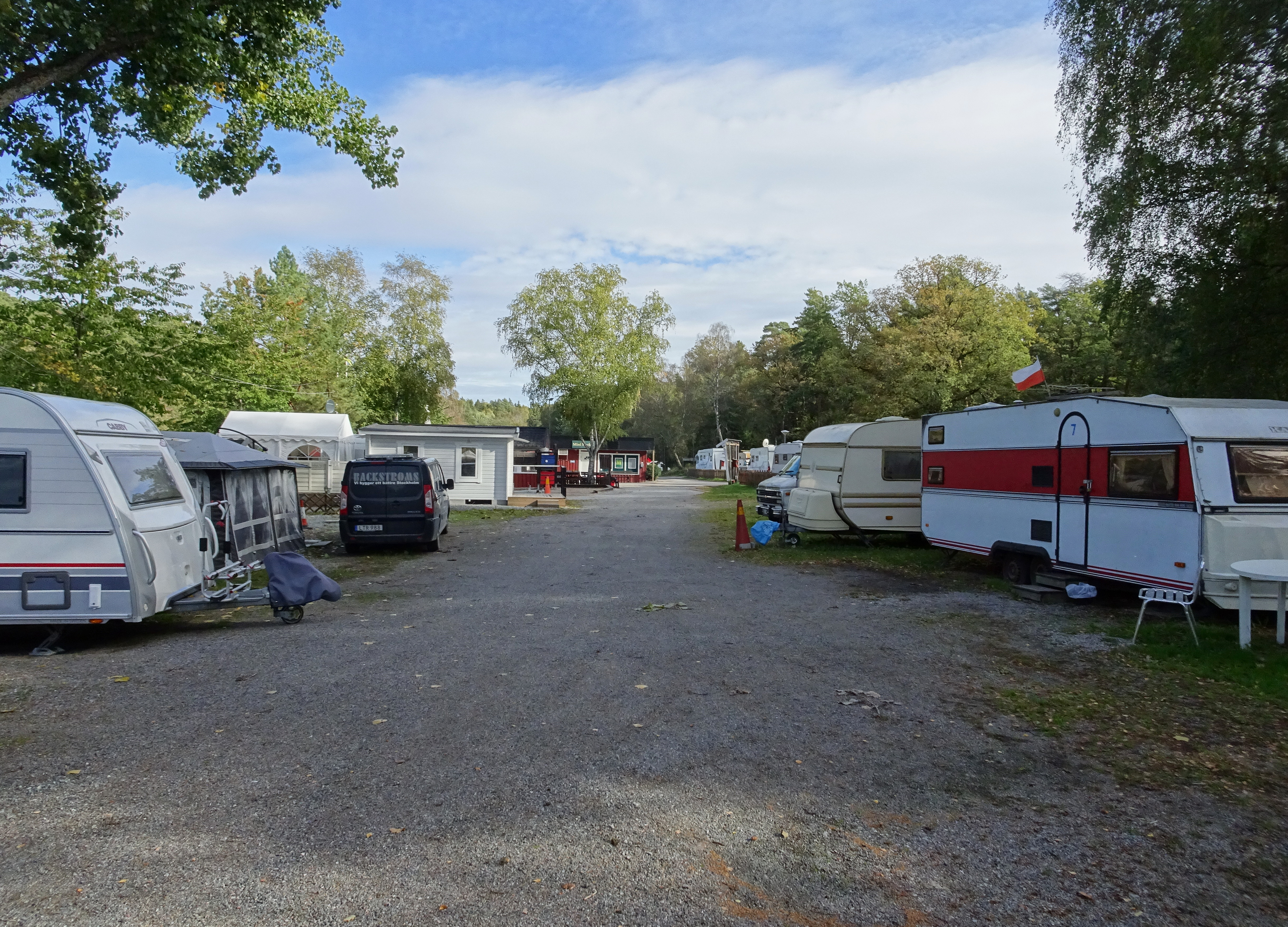
Ängby Camping
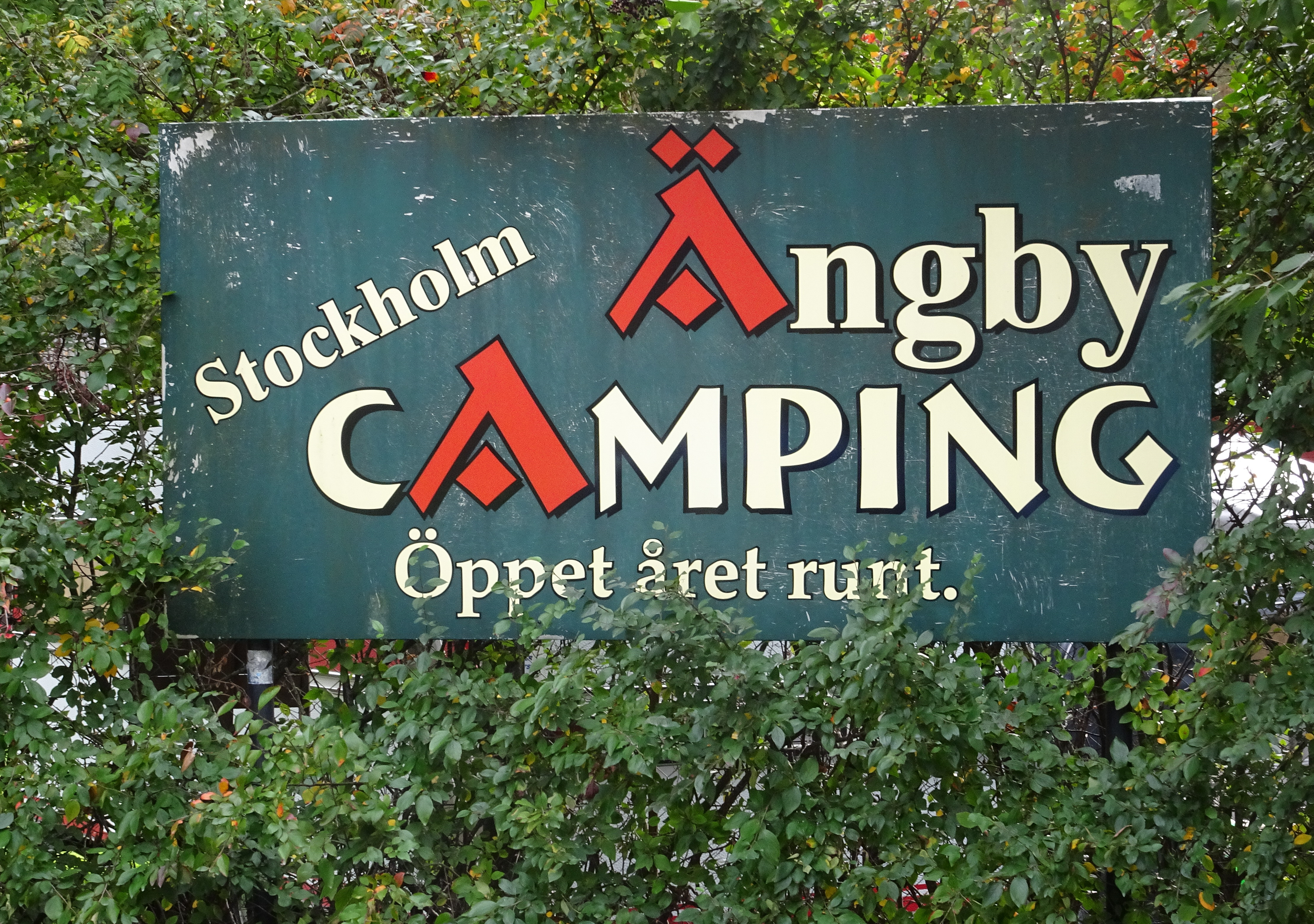
Ängby Camping